# Liste der Disney Live Action Remakes und Adaptionen von Disney-Animationsfilmen
Bei den Disney Live Action Remakes handelt es sich um ein Franchise von neuen Realverfilmungen alter Disney-Klassiker. Den Auftakt der Filmreihe nahm Das Dschungelbuch von 1994 und wurde 1996 mit 101 Dalmatiner fortgesetzt. Bisher sind 24 Filme (Stand: Mai 2025) erschienen und über 10 weitere in Planung. Die Filmreihe wurde eher positiv aufgenommen. Einige Filme erschienen ausschließlich auf Disney+.

## Überblick
| Lfd. Nr.         | Erstveröffentlichung (Deutschland) | Film                                     | Regie                | Drehbuch                                                                   | Originalfilm                                |
| ---------------- | ---------------------------------- | ---------------------------------------- | -------------------- | -------------------------------------------------------------------------- | ------------------------------------------- |
| 01               | 30. März 1995                      | Das Dschungelbuch                        | Stephen Sommers      | Stephen Sommers, Ronald Yanover, Mark Geldman                              | Das Dschungelbuch (1967)                    |
| 02               | 6. März 1997                       | 101 Dalmatiner                           | Stephen Herek        | John Hughes                                                                | 101 Dalmatiner (1961)                       |
| 03               | 8. Februar 2001                    | 102 Dalmatiner                           | Kevin Lima           | Kristen Buckley, Brian Regan, Bob Tzudiker, Noni White                     | 101 Dalmatiner (1961)                       |
| 04               | 4. März 2010                       | Alice im Wunderland                      | Tim Burton           | Linda Woolverton                                                           | Alice im Wunderland (1951)                  |
| 05               | 29. Mai 2014                       | Maleficent – Die dunkle Fee              | Robert Stromberg     | Linda Woolverton                                                           | Dornröschen (1959)                          |
| 06               | 12. März 2015                      | Cinderella                               | Kenneth Branagh      | Chris Weitz                                                                | Cinderella (1950)                           |
| 07               | 14. April 2016                     | The Jungle Book                          | Jon Favreau          | Justin Marks                                                               | Das Dschungelbuch (1967)                    |
| 08               | 26. Mai 2016                       | Alice im Wunderland: Hinter den Spiegeln | James Bobin          | Linda Woolverton                                                           | Alice im Wunderland (1951)                  |
| 09               | 25. August 2016                    | Elliot, der Drache                       | David Lowery         | David Lowery, Toby Halbrooks, Malcolm Marmorstein                          | Elliot, das Schmunzelmonster (1977)         |
| 10               | 16. März 2017                      | Die Schöne und das Biest                 | Bill Condon          | Stephen Chbosky, Evan Spiliotopoulos                                       | Die Schöne und das Biest (1991)             |
| 11               | 16. August 2018                    | Christopher Robin                        | Marc Forster         | Alex Ross Perry, Tom McCarthy, Allison Schroeder                           | Winnie Puuh                                 |
| 12               | 28. März 2019                      | Dumbo                                    | Tim Burton           | Ehren Kruger                                                               | Dumbo (1941)                                |
| 13               | 23. Mai 2019                       | Aladdin                                  | Guy Ritchie          | John August, Guy Ritchie                                                   | Aladdin (1992)                              |
| 14               | 17. Juli 2019                      | Der König der Löwen                      | Jon Favreau          | Jeff Nathanson                                                             | Der König der Löwen (1994)                  |
| 15               | 17. Oktober 2019                   | Maleficent: Mächte der Finsternis        | Joachim Rønning      | Linda Woolverton, Noah Harpster, Micah Fitzerman-Blue                      | Dornröschen (1959)                          |
| 16               | 24. März 2020                      | Susi und Strolch 1                       | Charlie Bean         | Andrew Bujalski, Kari Granlund                                             | Susi und Strolch (1955)                     |
| 17               | 4. September 2020                  | Mulan 2                                  | Niki Caro            | Rick Jaffa, Amanda Silver, Lauren Hynek, Elizabeth Martin                  | Mulan (1998)                                |
| 18               | 27. Mai 2021                       | Cruella                                  | Craig Gillespie      | Dana Fox, Tony McNamara                                                    | 101 Dalmatiner (1961)                       |
| 19               | 8. September 2022                  | Pinocchio 1                              | Robert Zemeckis      | Robert Zemeckis, Chris Weitz                                               | Pinocchio (1940)                            |
| 20               | 28. April 2023                     | Peter Pan & Wendy 1                      | David Lowery         | David Lowery, Toby Halbrooks                                               | Peter Pan (1953)                            |
| 21               | 25. Mai 2023                       | Arielle, die Meerjungfrau                | Rob Marshall         | Jane Goldman, David Magee                                                  | Arielle, die Meerjungfrau (1989)            |
| 22               | 19. Dezember 2024                  | Mufasa: Der König der Löwen              | Barry Jenkins        | Jeff Nathanson                                                             | Der König der Löwen (1994)                  |
| 23               | 20. März 2025                      | Schneewittchen                           | Marc Webb            | Erin Cressida Wilson                                                       | Schneewittchen und die sieben Zwerge (1937) |
| 24               | 22. Mai 2025                       | Lilo & Stitch                            | Dean Fleischer Camp  | Chris Kekaniokalani Bright, Mike Van Waes                                  | Lilo & Stitch (2002)                        |
| Zukünftige Filme |                                    |                                          |                      |                                                                            |                                             |
| 25               | 9. Juli 2026                       | Vaiana                                   | Thomas Kail          | Jared Bush, Dana Ledoux Miller                                             | Vaiana (2016)                               |
| TBA              | TBA                                | The Jungle Book 2 (Arbeitstitel)         | Jon Favreau          | Justin Marks                                                               | Das Dschungelbuch (1967)                    |
| TBA              | TBA                                | Aladdin 2 (Arbeitstitel)                 | Guy Ritchie          | Andrea Berloff, John Gatins                                                | Aladdin (1992)                              |
| TBA              | TBA                                | Bambi                                    | –                    | Geneva Robertson-Dworet, Lindsey Beer, Micah Fitzerman-Blue, Noah Harpster | Bambi (1942)                                |
| TBA              | TBA                                | Tangled                                  | Michael Gracey       | Jennifer Kaytin Robinson                                                   | Rapunzel – Neu verföhnt (2010)              |
| TBA              | TBA                                | Hercules                                 | Guy Ritchie          | Dave Callaham                                                              | Hercules (1997)                             |
| TBA              | TBA                                | Cruella 2 (Arbeitstitel)                 | Craig Gillespie      | Tony McNamara                                                              | 101 Dalmatiner (1961)                       |
| TBA              | TBA                                | The Aristocats                           | Questlove            | Keith Bunin, Will Gluck                                                    | Aristocats (1970)                           |
| TBA              | TBA                                | Robin Hood                               | Carlos López Estrada | –                                                                          | Robin Hood (1973)                           |
| TBA              | TBA                                | Tinker Bell                              | –                    | Marti Noxon, Elizabeth Shapiro, Victoria Strouse                           | Tinkerbell (2008)                           |
| TBA              | TBA                                | Maleficent 3                             | –                    | –                                                                          | Dornröschen (1959)                          |
| TBA              | TBA                                | Prinz-Anders-Film (Arbeitstitel)         | –                    | –                                                                          | Aladdin (1992)                              |
| TBA              | TBA                                | James and the Giant Peach                | –                    | –                                                                          | James und der Riesenpfirsich (1947)         |
| TBA              | TBA                                | Lilo & Stitch 2                          | –                    | –                                                                          | Lilo & Stitch (2002)                        |

## Abgebrochene Projekte
Genies: 2015 wurde ein Prequel zu Aladdin mit dem Titel Genies, geschrieben von Mark Swift und Damian Shannon und produziert von Tripp Vinson, angekündigt.
Rose Red: Im März 2016 kündigte das Studio einen neuen Film in Entwicklung mit dem Titel Rose Red an, eine Live-Action-Spin-Off zu Schneewittchen und die sieben Zwerge, das aus der Perspektive von Schneewittchens Schwester Rosenrot erzählt werden sollte. Der Film sollte von Vinson produziert und von Justin Merz gepitcht werden, basierend auf einem Drehbuch von Evan Daugherty.
Prince Charming: Ein Realfilm basierend auf Prince Charming (aus Aschenputtel und anderen Märchen) mit dem Titel Charming wurde 2017 mit Stephen Chbosky als Autor und Regisseur geplant.
Pocahontas: Im Jahr 2019 schlug Alan Menken vor, dass der Disney-Klassiker Pocahontas in naher Zukunft nicht als Live-Action-Adaption verfilmt werden würde. Laut Menken wäre eine Neuverfilmung von Pocahontas aufgrund moderner Sensibilitäten wahrscheinlich unmöglich.
Der Glöckner von Notre Dame: Menken gab 2023 bekannt, dass eine Realverfilmung von Der Glöckner von Notre Dame mit dem einfachen Titel Hunchback geplant sei, die im Januar 2019 von David Henry Hwang geschrieben und von Josh Gad, David Hoberman und Todd Lieberman produziert werden sollte. Er geriet aus ähnlichen Gründen wie Pocahontas ins Stocken.
Night on Bald Mountain: Disney plante im Juni 2015 eine Realverfilmung der Sequenz Eine Nacht auf dem kahlen Berge aus dem Klassiker Fantasia. Matt Sazama und Burk Sharpless sollten das Drehbuch zu Night on Bald Mountain schreiben.
The Sword in the Stone: Im Juli 2015 begann die Entwicklung einer Realfilmadaption von Die Hexe und der Zauberer. Bryan Cogman schrieb das Drehbuch und Brigham Taylor war Produzent. Im Januar 2018 wurde Juan Carlos Fresnadillo als Regisseur bekannt gegeben. Im darauffolgenden Monat wurde bekannt gegeben, dass der Film exklusiv auf Disney+ Premiere feiern würde. Enrique Chediak kam im September als Kameramann hinzu, während Eugenio Caballero im Dezember als Produktionsdesigner dazukam. Im März 2024 gab Fresnadillo jedoch bekannt, dass das Projekt möglicherweise nicht so bald stattfinden wird.

## Rezeption

### Einspielergebnisse
Bisher sind 5 Filme in der Top 100 weltweit. Susi und Strolch, Pinocchio und Peter Pan & Wendy sind nur auf Disney+ erschienen und daher nicht in der Tabelle enthalten (Stand: 6. Juli 2025).
| Film                                     | Einspielergebnisse in US-Dollar | Einspielergebnisse in US-Dollar | Einspielergebnisse in US-Dollar | Budget               | Quellen |
| Film                                     | Nordamerika                     | Deutschland                     | Weltweit                        | Budget               | Quellen |
| ---------------------------------------- | ------------------------------- | ------------------------------- | ------------------------------- | -------------------- | ------- |
| Das Dschungelbuch                        | 43.229.904                      | N/A                             | 43.229.904                      | 30 Millionen         | [ 23 ]  |
| 101 Dalmatiner                           | 136.189.294                     | N/A                             | 320.689.294                     | 67 Millionen         | [ 24 ]  |
| 102 Dalmatiner                           | 66.957.026                      | 8.430.586                       | 183.611.771                     | 85 Millionen         | [ 25 ]  |
| Alice im Wunderland                      | 334.191.110                     | 34.638.318                      | 1.025.468.216                   | 200 Millionen        | [ 26 ]  |
| Maleficent – Die dunkle Fee              | 241.410.378                     | 18.370.755                      | 758.411.779                     | 180 Millionen        | [ 27 ]  |
| Cinderella                               | 201.151.353                     | 7.700.576                       | 542.358.331                     | 95 Millionen         | [ 28 ]  |
| The Jungle Book                          | 364.001.123                     | 19.672.002                      | 966.554.929                     | 175 Millionen        | [ 29 ]  |
| Alice im Wunderland: Hinter den Spiegeln | 77.041.381                      | 8.547.182                       | 299.820.798                     | 170 Millionen        | [ 30 ]  |
| Elliot, der Drache                       | 76.233.151                      | 2.392.549                       | 143.695.338                     | 65 Millionen         | [ 31 ]  |
| Die Schöne und das Biest                 | 504.481.165                     | 35.353.796                      | 1.305.611.599                   | 160 Millionen        | [ 32 ]  |
| Christopher Robin                        | 99.215.042                      | 3.459.091                       | 197.744.377                     | 75 Millionen         | [ 33 ]  |
| Dumbo                                    | 114.766.307                     | 6.109.858                       | 353.284.621                     | 170 Millionen        | [ 34 ]  |
| Aladdin                                  | 355.559.216                     | 21.732.312                      | 1.050.693.953                   | 183 Millionen        | [ 35 ]  |
| Der König der Löwen                      | 543.638.043                     | 56.915.304                      | 1.663.250.487                   | 260 Millionen        | [ 36 ]  |
| Maleficent: Mächte der Finsternis        | 113.929.605                     | 11.322.849                      | 491.730.089                     | 185 Millionen        | [ 37 ]  |
| Mulan                                    | –                               | –                               | 69.965.374                      | 200 Millionen        | [ 38 ]  |
| Cruella                                  | 86.103.234                      | 498.431                         | 233.503.234                     | 100–200 Millionen    | [ 39 ]  |
| Arielle, die Meerjungfrau                | 298.172.056                     | 13.619.969                      | 569.626.289                     | 250 Millionen        | [ 40 ]  |
| Mufasa: Der König der Löwen              | 254.567.693                     | 33.073.580                      | 722.631.756                     | 200 Millionen        | [ 41 ]  |
| Schneewittchen                           | 56.314.583                      | 1.935.690                       | 205.679.463                     | 200 Millionen        | [ 42 ]  |
| Lilo & Stitch                            | 404.720.147                     | 30.009.101                      | 952.606.673                     | 100 Millionen        | [ 43 ]  |
| Gesamt:                                  | 3.966.774.101                   | 283.538.723<                    | 11.039.278.224                  | 3,05–3,15 Milliarden |         |

### Kritiken
Stand: 6. Juli 2025
| Film                                     | Rotten Tomatoes     | Metacritic       | IMDb                      |
| ---------------------------------------- | ------------------- | ---------------- | ------------------------- |
| Das Dschungelbuch                        | 80 % (41 Kritiken)  | 63 (23 Kritiken) | 6,1 (19.606 Bewertungen)0 |
| 101 Dalmatiner                           | 41 % (37 Kritiken)  | 49 (20 Kritiken) | 5,8 (121.211 Bewertungen) |
| 102 Dalmatiner                           | 30 % (90 Kritiken)  | 35 (24 Kritiken) | 4,9 (40.816 Bewertungen)0 |
| Alice im Wunderland                      | 51 % (277 Kritiken) | 53 (38 Kritiken) | 6,4 (455.746 Bewertungen) |
| Maleficent – Die dunkle Fee              | 54 % (278 Kritiken) | 56 (44 Kritiken) | 6,9 (413.965 Bewertungen) |
| Cinderella                               | 84 % (258 Kritiken) | 67 (47 Kritiken) | 6,9 (198.663 Bewertungen) |
| The Jungle Book                          | 94 % (331 Kritiken) | 77 (49 Kritiken) | 7,3 (299.426 Bewertungen) |
| Alice im Wunderland: Hinter den Spiegeln | 29 % (260 Kritiken) | 34 (42 Kritiken) | 6,2 (129.198 Bewertungen) |
| Elliot, der Drache                       | 88 % (245 Kritiken) | 71 (42 Kritiken) | 6,7 (63.050 Bewertungen)0 |
| Die Schöne und das Biest                 | 71 % (383 Kritiken) | 65 (47 Kritiken) | 7,1 (348.229 Bewertungen) |
| Christopher Robin                        | 72 % (277 Kritiken) | 60 (43 Kritiken) | 7,2 (88.113 Bewertungen)0 |
| Dumbo                                    | 46 % (373 Kritiken) | 51 (55 Kritiken) | 6,3 (85.829 Bewertungen)0 |
| Aladdin                                  | 57 % (387 Kritiken) | 53 (50 Kritiken) | 6,9 (303.901 Bewertungen) |
| Der König der Löwen                      | 52 % (437 Kritiken) | 55 (54 Kritiken) | 6,8 (283.453 Bewertungen) |
| Maleficent: Mächte der Finsternis        | 39 % (259 Kritiken) | 43 (40 Kritiken) | 6,6 (126.210 Bewertungen) |
| Susi und Strolch                         | 66 % (71 Kritiken)  | 48 (13 Kritiken) | 6,2 (25.602 Bewertungen)0 |
| Mulan                                    | 72 % (328 Kritiken) | 66 (52 Kritiken) | 5,8 (164.138 Bewertungen) |
| Cruella                                  | 75 % (415 Kritiken) | 59 (56 Kritiken) | 7,3 (281.866 Bewertungen) |
| Pinocchio                                | 28 % (180 Kritiken) | 38 (37 Kritiken) | 5,1 (44.670 Bewertungen)  |
| Peter Pan & Wendy                        | 65 % (147 Kritiken) | 61 (33 Kritiken) | 4,4 (29.502 Bewertungen)  |
| Arielle, die Meerjungfrau                | 67 % (347 Kritiken) | 59 (54 Kritiken) | 7,2 (172.284 Bewertungen) |
| Mufasa: Der König der Löwen              | 56 % (218 Kritiken) | 56 (51 Kritiken) | 6,6 (68.012 Bewertungen)0 |
| Schneewittchen                           | 39 % (261 Kritiken) | 50 (51 Kritiken) | 2,0 (378.319 Bewertungen) |
| Lilo & Stitch                            | 71 % (206 Kritiken) | 53 (39 Kritiken) | 6,9 (44.570 Bewertungen)0 |

## Oscargewinne und Nominierungen
Das Franchise konnte bisher insgesamt 4 Oscars gewinnen und erhielt 12 Nominierungen in den Kategorien Kostümdesign, Szenenbild, Visuelle Effekte und Make-up und Frisuren (Stand: 25. Dezember).
| Film                              | Kategorie            | Empfänger                                                      | Ergebnis    | Quelle |
| --------------------------------- | -------------------- | -------------------------------------------------------------- | ----------- | ------ |
| 102 Dalmatiner                    | Kostümdesign         | Anthony Powell                                                 | Nominierung | [ 70 ] |
| Alice im Wunderland               | Kostümdesign         | Colleen Atwood                                                 | Gewinn      | [ 71 ] |
| Alice im Wunderland               | Szenenbild           | Robert Stromberg & Karen O’Hara                                | Gewinn      | [ 71 ] |
| Alice im Wunderland               | Visuelle Effekte     | Ken Ralston, David Schaub, Carey Villegas & Sean Phillips      | Nominierung | [ 71 ] |
| Maleficent – Die dunkle Fee       | Kostümdesign         | Anna B. Sheppard                                               | Nominierung | [ 72 ] |
| Cinderella                        | Kostümdesign         | Sandy Powell                                                   | Nominierung | [ 73 ] |
| The Jungle Book                   | Visuelle Effekte     | Robert Legato, Adam Valdez, Andrew R. Jones & Dan Lemmon       | Gewinn      | [ 74 ] |
| Die Schöne und das Biest          | Kostümdesign         | Jacqueline Durran                                              | Nominierung | [ 75 ] |
| Die Schöne und das Biest          | Szenenbild           | Sarah Greenwood & Katie Spencer                                | Nominierung | [ 75 ] |
| Christopher Robin                 | Visuelle Effekte     | Chris Lawrence, Mike Eames, Theo Jones & Chris Corbould        | Nominierung | [ 76 ] |
| Der König der Löwen               | Visuelle Effekte     | Robert Legato, Adam Valdez, Andrew R. Jones & Elliot Newman    | Nominierung | [ 77 ] |
| Maleficent: Mächte der Finsternis | Make-up und Frisuren | Paul Gooch, Arjen Tuiten & David White                         | Nominierung | [ 78 ] |
| Mulan                             | Visuelle Effekte     | Sean Andrew Faden, Anders Langlands, Seth Maury & Steve Ingram | Nominierung | [ 79 ] |
| Mulan                             | Kostümdesign         | Bina Daigeler                                                  | Nominierung | [ 79 ] |
| Cruella                           | Kostümdesign         | Jenny Beavan                                                   | Gewinn      | [ 80 ] |
| Cruella                           | Make-up und Frisuren | Nadia Stacey, Naomi Donne & Julia Vernon                       | Nominierung | [ 80 ] |